# Bagnac-sur-Célé
Bagnac-sur-Célé is een gemeente in het Franse departement Lot (regio Occitanie). De plaats maakt deel uit van het arrondissement Figeac. Bagnac-sur-Célé telde op 1 januari 2022 1.481 inwoners.

## Geografie
De oppervlakte van Bagnac-sur-Célé bedroeg op 1 januari 2022 22,29 vierkante kilometer; de bevolkingsdichtheid was toen 66,4 inwoners per km².

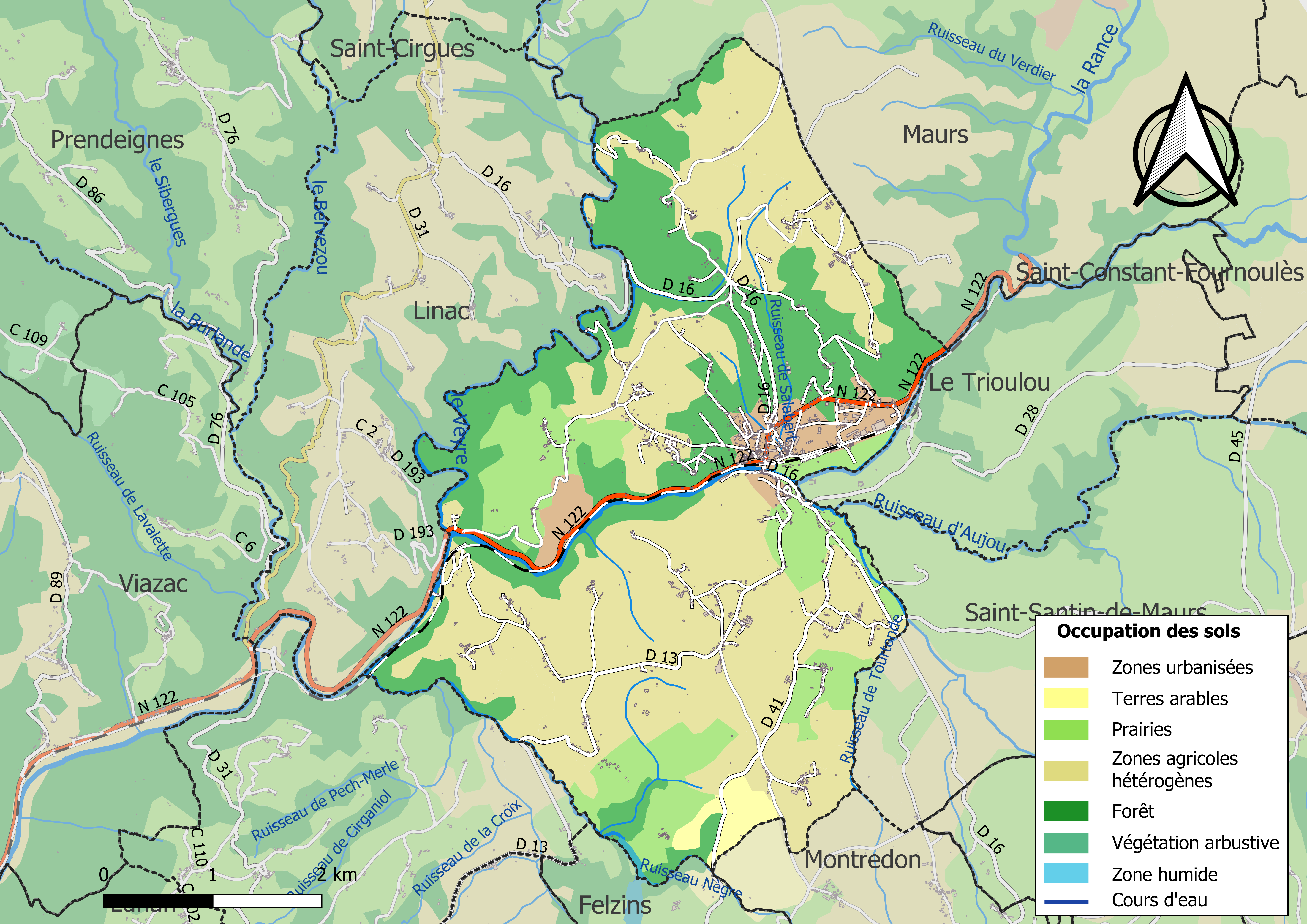
Kaart van de gemeente met de belangrijkste infrastructuur, bodemgebruik en omliggende gemeenten

## Verkeer
In de gemeente ligt de spoorweghalte Bagnac.

## Demografie
Onderstaande figuur toont het verloop van het inwonertal (bron: INSEE-tellingen).